# Andrzej Zaucha
Andrzej Rudolf Zaucha (ur. 12 stycznia 1949 w Krakowie, zm. 10 października 1991 tamże) – polski wokalista R&B i jazzowo-popowy, perkusista i altowy saksofonista, aktor teatralny (musicalowy), filmowy oraz artysta kabaretowy, z wykształcenia technik zecer.
Był muzycznym samoukiem. Dokonał licznych nagrań płytowych, do filmów i seriali, m.in. Przybysze z Matplanety i Gumisie, oraz dla archiwum Polskiego Radia. Jego najpopularniejsze piosenki to: „Byłaś serca biciem”, „Baw się lalkami”, „C’est la vie – Paryż z pocztówki”, „Siódmy rok”, „Magia to ja”, „Wymyśliłem ciebie”, „Smakować świat”, „Jak na lotni”, „Bądź moim natchnieniem”, „O cudzie w tancbudzie”, „Czarny Alibaba” z repertuaru Heleny Majdaniec, „Rozmowa z Jędrkiem” (nagrana z Andrzejem Sikorowskim) i „Baby, ach te baby” (nagrana z Ryszardem Rynkowskim) z repertuaru Eugeniusza Bodo.
Współpracował z wieloma muzykami jazzowymi, m.in. z Januszem Muniakiem, Zbigniewem Seifertem, Tomaszem Stańką, Jarosławem Śmietaną, Michałem Urbaniakiem i Janem Ptaszynem Wróblewskim, a także z zespołami jazzu tradycyjnego Beale Street Band i Playing Family jako wokalista oraz Old Metropolitan Band jako perkusista. Współpracował także z zespołami rockowymi – Grupa Doctora Q, Kwadratem i Kasa Chorych. Nagrał muzyczne duety z wieloma artystami, takimi jak m.in. Ewa Bem, Krystyna Prońko, Krystyna Giżowska, Adrianna Biedrzyńska, Maryla Rodowicz, Łucja Prus, Hanna Banaszak, Danuta Rinn, Mietek Szcześniak, Beata Kozidrak, Lora Szafran, Ryszard Rynkowski, Andrzej Sikorowski czy Alicja Majewska.

## Życiorys

### Rodzina i edukacja
Urodził się 12 stycznia 1949 w Krakowie, dorastał na krakowskich Pychowicach. Był synem Matyldy Zauchy-Feit i Romana Zauchy (1922–1989). Brat matki grał na trąbce, ojciec śpiewał i grał zarobkowo w zespołach grających do tańca podczas przyjęć okolicznościowych, a matka prowadziła sklep. Ojciec był uzależniony od hazardu i alkoholu, co doprowadziło do jego rozwodu z żoną, gdy ich syn miał sześć lat.
W wieku ośmiu lat zadebiutował publicznie, zastępując ojca na perkusji w jego zespole. W kolejnych latach wiele razy występował za ojca na koncertach. W szkole podstawowej grał w krakowskich składach muzycznych, z którymi wykonywał muzykę taneczną. Oprócz tego był ministrantem, śpiewał w kościele i grał na klarnecie. Uczył się w VIII Liceum Ogólnokształcącym w Krakowie, jednak przerwał naukę w klasie maturalnej, po czym ukończył dwuletnią szkołę zawodową w specjalności zecera.

### Kariera sportowa
Jako dziecko grał w piłkę nożną w Klubie Kolejarza i wyczynowo pływał. W szkole średniej trenował kajakarstwo, startował na dystansach 300 m, 500 m i 1000 m. W tej dyscyplinie wywalczył trzy medale mistrzowskie: na mistrzostwach Polski juniorów w 1963 prowadzona przez niego „czwórka” wywalczyła brązowy medal, w kolejnym roku zdobył złote medale mistrzostw Polski juniorów w „jedynce” i „czwórce”. Rozważano powołanie go do reprezentacji Polski na Letnie Igrzyska Olimpijskie 1964 w Tokio, jednak porzucił plany sportowe na rzecz grania w zespole Czarty.

### Kariera artystyczna

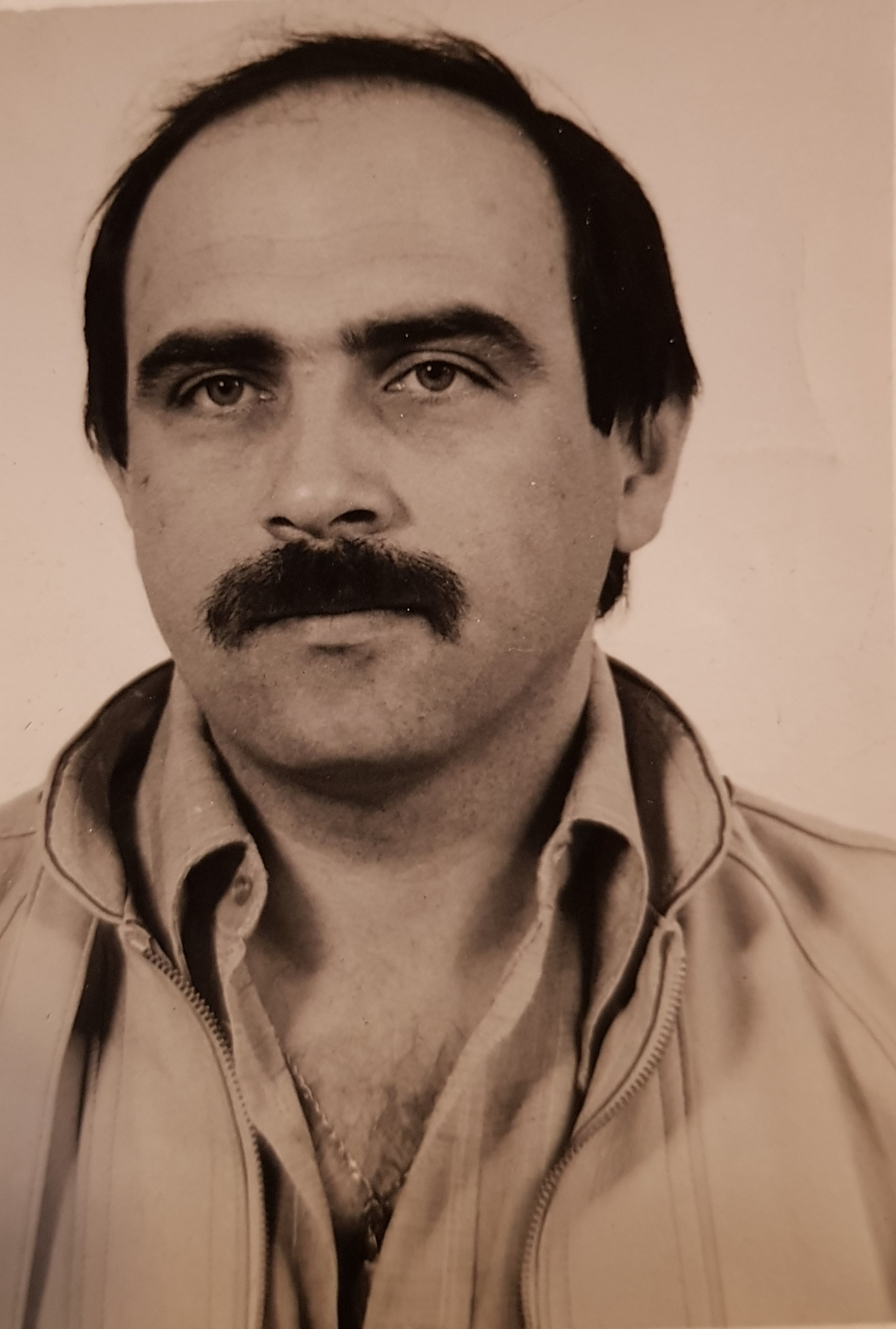
Zaucha

Był muzycznym samoukiem. Początkowo grał jako perkusista w amatorskim zespole Czarty, prowadzonym przez Janusza Gajca. Był także solistą grupy Telstar, również założonej przez Gajca. W 1966 po raz pierwszy zaśpiewał w klubach studenckich. W 1969 został wokalistą jazz-rockowej grupy Dżamble, z którą zadebiutował występem na Balu Architekta w Teatrze Kolejarza oraz wystąpił m.in. na festiwalu Jazz nad Odrą w 1969 we Wrocławiu, a w 1971 wydał album Wołanie o słońce nad światem. Również w 1971 został wokalistą krakowskiej grupy Anawa, z którą nagrał longplaya (1973) z piosenkami: „Abyś czuł”, „Ta wiara”, „Linoskoczek”, „Stwardnieje ci łza” i „Nie przerywajcie zabawy”. W latach 1973–1979 śpiewał i grał w zespołach rozrywkowych za granicą (występował w klubach muzyczno-rozrywkowych i pubach w Niemczech Zachodnich, Austrii, Szwajcarii i Holandii). Od 1976 grał na saksofonie.
Karierę solową rozpoczął w 1980, grając w śpiewogrze Pozłacany warkocz Katarzyny Gärtner. Nagrał kilka piosenek („Kochaj człowieka”, „Szlaufik blues” i „Ballada o rannym wstawaniu”) z bluesowym zespołem Kasa Chorych. W 1983 wydał swój pierwszy album solowy pt. Wszystkie stworzenia duże i małe, który promował tytułowym przebojem nagranym w duecie z Ewą Bem. W 1984 nagrał z Adrianną Biedrzyńską utwór „Cieplej” na potrzeby ścieżki dźwiękowej do filmu Miłość z listy przebojów. W 1985 wystąpił podczas koncertu Piosenka jest dobra na wszystko na 22. Krajowym Festiwalu Piosenki Polskiej w Opolu. Od tego czasu regularnie gościł na opolskich festiwalach (występował w Opolu corocznie w latach 1985–1991). W drugiej połowie lat 80. zagrał epizodyczne role w filmach: Miłość z listy przebojów (1984) Marka Nowickiego, Misja specjalna (1987) Janusza Rzeszewskiego i Trzy dni bez wyroku (1991) Wojciecha Wójcika. W 1985 występował w spektaklu Kur zapiał w Teatrze STU. W 1987 wydał drugi solowy album pt. Stare, nowe, najnowsze, na którym umieścił popularne piosenki: „Myśmy byli sobie pisani”, „Bądź moim natchnieniem” i „C’est la vie – Paryż z pocztówki”. W 1988 za utwór „Byłaś serca biciem” otrzymał wyróżnienie w koncercie Od Opola do Opola na 25. KFPP w Opolu.
W 1989 obchodził jubileusz 20-lecia pracy scenicznej jako wokalista. Z tej okazji planowano jego koncert podczas Dni Krakowa. Również w 1989 występował w kameralnej wersji spektaklu Kur zapiał w Teatrze STU, a na 26. KFPP w Opolu w 1989 otrzymał wyróżnienie w koncercie Premiery za utwór „O cudzie w tancbudzie” oraz nagrodę prezydenta miasta Opola za osiągnięcia w wykonawstwie piosenek. Oprócz tego z big-bandem Wiesława Pieregorólki nagrał i wydał album, zatytułowany po prostu Andrzej Zaucha. W tym samym roku zapowiedział wydanie nagranego już albumu z Jerzym Dobrzyńskim (muzyka) i Zbigniewem Książkiem (słowa).
Na 28 grudnia 1989 miał zaplanowany koncert w Filharmonii Krakowskiej, a na wieczór sylwestrowy 31 grudnia 1989 – koncert w Sztokholmie. Na początku lat 90. współtworzył z Andrzejem Sikorowskim i Krzysztofem Piaseckim kabaret estradowy Sami. W 1990 zagrał tytułową rolę w prapremierze musicalu Pan Twardowski (muz. Janusz Grzywacz, libr. Krzysztof Jasiński). W tym samym roku nagrał piosenkę czołówkową do polskiej wersji językowej Gumisiów i wziął udział w nagraniu kolęd w Teatrze STU.

### Zamach i śmierć
Po niespodziewanej śmierci żony w 1989 roku poznał aktorkę Zuzannę Leśniak. Z czasem stali się przyjaciółmi, współpracowali w Teatrze STU, a w opinii znajomych mogli stanowić parę. Leśniak miała czuć się samotna, zaniedbana oraz nieszczęśliwa w małżeństwie z reżyserem Yves’em Goulais. Aktorka prawdopodobnie nie była zdecydowana na rozwód i ponowne zamążpójście, przy czym nie ukrywała relacji z Zauchą, ale unikała deklaracji, z kim chce być. Zaucha w tym czasie prawdopodobnie zmagał się z depresją od śmierci żony, Elżbiety, i – jak sam twierdził – planował wziąć ślub z aktorką. Goulais uznał, że tolerowanie jawnego romansu żony godzi w jego honor i że najlepszym rozwiązaniem jest zabicie Zauchy.

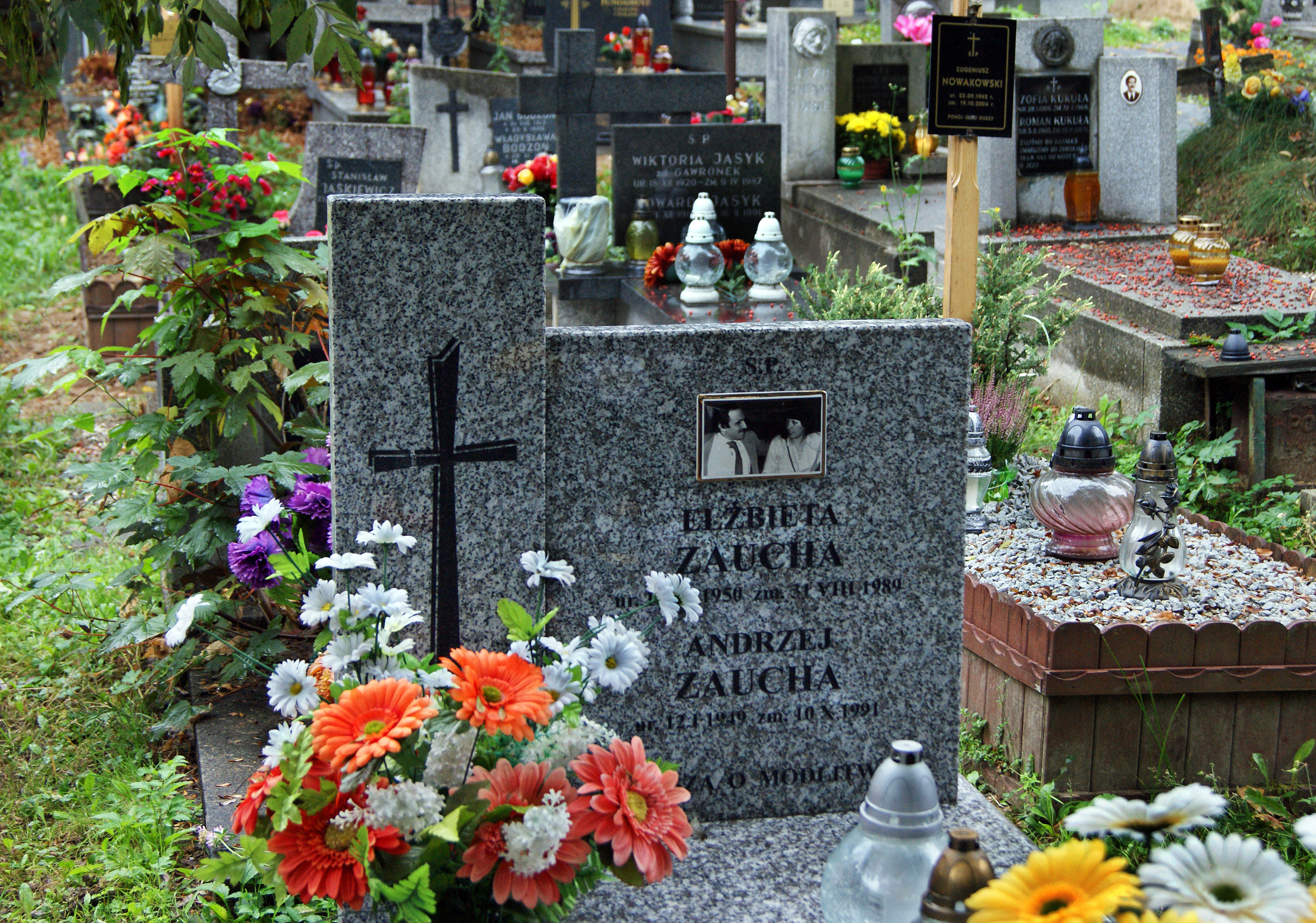
Grób Andrzeja i Elżbiety Zauchów

10 października 1991 roku w godzinach wieczornych Zaucha i Leśniak wystąpili w spektaklu Pan Twardowski w Teatrze STU w Krakowie. Po sztuce udali się do samochodu zaparkowanego na parkingu przy ul. Włóczków. Zaucha w wyniku celowego zamachu dokonanego przez Goulaisa został raniony strzałami z broni palnej. Zazdrosny o Leśniak reżyser oddał dziewięć strzałów z nielegalnie przywiezionego do Polski karabinka sportowego kaliber 5,6 mm o obciętej lufie i kolbie; śmiertelny strzał oddał, gdy Zaucha wysiadał z samochodu, próbując podejść do mordercy. W wyniku postrzału artysta zginął na miejscu, a pocisk, przez który zmarł, trafił z rykoszetu w Leśniak, śmiertelnie ją raniąc. Ciężko ranna aktorka zmarła na Oddziale Klinicznym Chirurgii Klatki Piersiowej Szpitala im. Jana Pawła II.
Zaucha został pochowany 16 października 1991 na cmentarzu Batowickim w Krakowie. Historia morderstwa pary stała się kanwą książki Janusza Wiśniewskiego I odpuść nam… wydanej w 2015.

## Życie prywatne

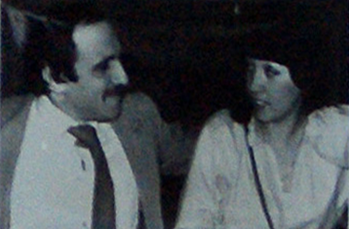
Andrzej Zaucha z żoną Elżbietą

Był żonaty z Elżbietą z d. Witkowską, którą poznał w 1966, a która zmarła 31 sierpnia 1989 wskutek udaru mózgu w wieku 39 lat. Mieli córkę Agnieszkę (ur. 1974). Grób Andrzeja i Elżbiety Zauchów znajduje się na krakowskim cmentarzu Batowickim (kwatera A5A-7-8).

## Dyskografia
Albumy studyjne
- Wołanie o słońce nad światem (1971) – z zespołem Dżamble
- Anawa (1973) – z zespołem Anawa
- Wszystkie stworzenia duże i małe (1983)
- Stare, nowe, najnowsze (1987)
- Andrzej Zaucha (1989)
- Kolędy w teatrze STU (1991) – wspólnie z Haliną Frąckowiak i Alicją Majewską
- Ostatnia płyta, Selles Records (1992)

Kompilacje
- Andrzej Zaucha (1991)
- Drzazgi (1992)
- Złota kolekcja – Czarny Alibaba (1999)
- The Best – Byłaś serca biciem (2004)
- Złota kolekcja - Nieobecność, C'est la vie; vol.1,2 (2013)
- To Co Zostało, PR Katowice (2017)
- Dwa kroki w chmurach (2023)[49]

Single
- „Wieczór nad rzeką zdarzeń”/„Dom złej dziewczyny” (1980)
- „Spocznij Kapturku – zaraz cię zjem, czyli marzenia głodnego wilka”/„Wszystkie stworzenia duże i małe” (1983)

## Filmografia

### Obsada
- 1980: Pozłacany warkocz
- 1985: Miłość z listy przebojów –
  - Piotr Ujma (śpiew),
  - członek obsady muzycznej
- 1986: Siedmiomilowe buty – narrator (głos)[50]
- 1987: Misja specjalna – piosenkarz
- 1989: Włos – narrator (głos)
- 1989: Smoczek żarłoczek –
  - mężczyzna z dziecięcym wózkiem,
  - Narrator (głos)
- 1991: Trzy dni bez wyroku – fałszerz

Źródło:

### Wykonanie piosenek
- 1984–1985: Przybysze z Matplanety – czołówka, tyłówka
- 1985: Zielone radości
- 1988: Och! Pampalini!!!
- 1990: Gumisie – czołówka (polski dubbing)

Źródło: 

## Upamiętnienie
- W 1992 po śmierci Zauchy wydano jego czwarty album pt. Ostatnia płyta (z muzyką Jerzego Dobrzyńskiego i słowami Zbigniewa Książka).

- W 1993 premierę miał film dokumentalny Pan na Księżycu poświęcony życiu i karierze Zauchy, a także książka Małgorzaty i Tomasza Bogdanowiczów pt. Andrzej Zaucha – krótki, szczęśliwy żywot[15].

- W 1995 w Teatrze Bückleina w Krakowie odbył się koncert pt. Nieobecność nie usprawiedliwiona z piosenkami Zauchy[53]. W 2006 podczas 42. Studenckiego Festiwalu Piosenki w Krakowie odbył się koncert piosenek Zauchy[53].

- Od 2009 odbywa się doroczny festiwal „Serca Bicie” dedykowany pamięci muzyka[54].

- Kuba Badach wydał w 2009 album pt. Tribute to Andrzej Zaucha. Obecny, na którym nagrał swoje interpretacje przebojów artysty[55].

- 14 czerwca 2015 została odsłonięta pamiątkowa gwiazda Zauchy w Alei Gwiazd Polskiej Piosenki w Opolu. Odsłonił ją przyjaciel artysty – piosenkarz i muzyk Zbigniew Wodecki.

- W 2016 premierę miał album kompilacyjny pt. Andrzej Zaucha 1949-1991. DJ mix na 25 lat nieobecności[56].

- W 2018 premierę miał spektakl Adama Biernackiego Zaucha. Welcome to the.prl będący wizją życia Zauchy po przeżyciu przez artystę zamachu na swoje życie[57].

- W 2020 ukazała się książka biograficzna o Zausze pt. Serca bicie autorstwa Katarzyny Olkowicz i Piotra Barana.

- Reni Jusis nagrała swoją, klubową wersję przeboju Zauchy „Byłaś serca biciem” na album pt. Zakręcona (1998)[55]. Elektroniczną wersję utworu nagrał również zespół Ballady i Romanse na potrzeby ścieżki dźwiękowej do filmu Córki dancingu (2016)[55].

- Piosenka „Pomyłka” z albumu Wojtek Sokół (2019) rapera Sokoła jest nawiązaniem do życia i śmierci Zauchy[58]. Utwór „Cios” z albumu Pierwsze rozdanie zespołu Bios nawiązuje do śmierci Zauchy[59].

- W 2022 odsłonięto mural z wizerunkiem Zauchy umieszczony na budynku przy ul. Partyzantów w Gdańsku[60].